# Becton Dickinson
BD (Becton, Dickinson and Company) ist eines der größten internationalen Medizintechnologie-Unternehmen. Es entwickelt, produziert und vertreibt medizinische Einmalartikel, Gerätesysteme und Reagenzien. BD versorgt Krankenhäuser, Gesundheitseinrichtungen, Biowissenschaftler, klinische Labore und die pharmazeutische Industrie. BD ist weltweit in drei Segmente gegliedert: BD Medical, BD Life Sciences und BD Interventional.
Das Unternehmen ist am New York Stock Exchange und im S&P 500 Index gelistet. In der Fortune 500 Liste von 2022 belegt BD Platz 173.

## Geschichte und Entwicklung
Dickinson and Company wurde 1897 von Maxwell W. Becton und Fairleigh S. Dickinson in den USA gegründet. Heute ist das Unternehmen in über 190 Ländern tätig.
Im Jahr 2014 vereinbarte BD den Erwerb des Unternehmens CareFusion und 2017 wurde das Unternehmen C. R. Bard übernommen.
Im Januar 2020 wurde Thomas Polen zum CEO und Präsident von BD und zum Nachfolger von Vincent Forlenza.

## BD in Deutschland, Österreich und der Schweiz
An 10 Standorten in Deutschland, Österreich und der Schweiz beschäftigt BD mehr als 2500 Mitarbeiter.
Deutschland
2011 wurde am Standort Heidelberg das neue Gebäude eingeweiht, das nach LEED-Gold-Standard zertifiziert wurde. Das 23 Mio. Euro teure Green Building beherbergt Labore, Büro- und Seminarräume.
Österreich
In Österreich ist BD an zwei Standorten vertreten. Während am Standort Millennium Tower vorwiegend F&E für die Geschäftsbereiche Medication Management Solutions (MMS) betrieben wird, gilt der Standort Rinnböckstrasse als Standort für Vertriebstätigkeiten aller anderen Geschäftsbereiche. In Österreich sind circa 200 Personen bei BD angestellt.

### Schweiz
BD ist in der Schweiz an drei Standorten vertreten. In Eysins befindet sich der europäische Hauptsitz des Unternehmens. In Allschwil sind die BD-Segmente Medical und Biosciences angesiedelt. Am Standort Wangs entwickelt und produziert die Straub Medical AG, die seit Frühjahr 2020 zu BD gehört, Medizinprodukte zur Behandlung von Durchblutungsstörungen.